# Borja Garcés
Borja Garcés Moreno (* 6. August 1999 in Melilla) ist ein spanischer Fußballspieler. Der Mittelstürmer steht bei Atlético Madrid unter Vertrag und ist aktuell an den FC Elche ausgeliehen.

## Karriere
Borja Garcés begann seine Karriere bei Gimnástico Melilla, bei einem Turnier wurde dann der spanische Erstligist Atlético Madrid auf ihn aufmerksam. Der damals 16-jährige begann dann für einige U-Mannschaften aufzulaufen. Im Februar 2018 bestritt er gegen den FK Željezničar Sarajevo sein erstes Spiel in der UEFA Youth League und erzielte dabei auch seine ersten beiden Treffer in dieser.
Borja Garcés durfte Ende des Jahres 2017 immer wieder mal mit der ersten Mannschaft trainieren. Sein Debüt mit der ersten Mannschaft gab der damals 18-Jährige in Nigeria bei einem Testspiel am 22. Mai 2018 gegen die B-Mannschaft von Nigeria. In diesem Spiel erzielte er auch einen Treffer. Es folgten weitere Einsätze am International Champions Cup.
Am 9. September 2018 debütierte Garcés für die B-Mannschaft von Atlético in der Segunda División B, als er am dritten Spieltag der Saison 2018/19 gegen den Unionistas de Salamanca CF in der 63. Minute für Juan Antonio Segura eingewechselt wurde. Sechs Tage nach seinem Drittligadebüt absolvierte er schließlich auch sein erstes Spiel für die Profis in der Primera División, als er gegen den SD Eibar in der 70. Minute für Rodri ins Spiel gebracht wurde. In jenem Spiel erzielte er durch den Treffer zum 1:1-Endstand in der 90. Minute auch sein erstes Tor in der höchsten spanischen Spielklasse.
Ab 2021 folgten Leihen in die Segunda División zum CF Fuenlabrada, CD Leganés, CD Teneriffa und FC Elche.